# 圣马林
圣马林是奥地利上奥地利州林茨兰县的一个市镇。总面积38平方公里，总人口4339人，人口密度114.2人/平方公里（2005年）。